# 南石头水上机场
南石头水上机场位于中国广州市珠江后航道的三山口河段，南岸为东拔村大尾围，北岸为南石头村，建于1933年，是广州第一个水上机场。
机场以三山口河段的水面作为跑道，在靠北岸的水面设一个浮码头，作为候机室，旅客上下机时用舢板在浮码头和飞机之间接驳。1935年，随着二沙头水上机场使用，南石头机场被废弃。